# Счётно-аддитивная функция множеств
Счётно-аддитивная функция множеств — вещественнозначная функция множеств {\displaystyle f\colon \Sigma \to \mathbb {R} }, обладающая свойством аддитивности по отношению к счётной последовательности непересекающихся множеств:
{\displaystyle f(\bigcup _{i=1}^{\infty }S_{i})=\sum _{i=1}^{\infty }f(S_{i})},
где для каждого {\displaystyle i\in \mathbb {N} } {\displaystyle S_{i}\subseteq \Sigma } и {\displaystyle S_{i}\cap S_{j}=\varnothing } для всех {\displaystyle i\neq j}.
Особый интерес такие функции представляют в связи с определением меры: {\displaystyle \sigma }-аддитивной мерой является всякая неотрицательная счётно-аддитивная функция множеств, определённая на {\displaystyle \sigma }-алгебре и обращающаяся в нуль на пустом множестве.